# سرمانيات
السرمانيات أو الرعاشات العادية (الاسم العلمي Aeshnidae)، فصيلة حشرات من رتبة اليعسوبيات. وتضم أكبر اليعاسيب الموجودة في أمريكا الشمالية وأوروبا.